# Občina Log - Dragomer
Občina Log - Dragomer je občina v Republiki Sloveniji. Nastala je leta 2006 z izločitvijo iz občine Vrhnika in deluje od 1. januarja 2007. Oktobra 2006 je bil za prvega župana izvoljen Mladen Sumina, oktobra 2014 pa Miran Stanovnik.
Občina Log - Dragomer je bila po izločitvi iz Občine Vrhnika z zakonom ustanovljena leta 2006. Združuje tri naselja, Lukovico pri Brezovici, Dragomer in Log pri Brezovici. Ima okoli 3.900 prebivalcev in obsega 11 km2. Zgodovinsko podlago za ustanovitev je imela v Občini Log, ki je delovala na istem območju med letoma 1907 in 1952, krajše obdobje (1952–56) pa je bilo to območje del takratne Občine Brezovica.
Občina na severu meji na Občino Dobrova - Polhov Gradec, na jugu na Občini Vrhnika in Brezovica, na zahodu na Občini Vrhnika in Horjul, na vzhodu pa na Občino Brezovica. Občina Log - Dragomer je obstajala že pred drugo svetovno vojno. Nekaj časa je zaradi kvote prebivalstva vanjo spadalo tudi Brezje pri Dobrovi, do koder je z Loga skozi Rosovče in Tičnico vodila utrjena cesta, ki je v dobrovško dolino prišla pri Korunu v Brezju.

## Naselja v občini
Dragomer, Lukovica pri Brezovici, Log pri Brezovici